# Marianne Bierenbroodspot
Marianne Bierenbroodspot (Soerabaja, 31 maart 1941) is een Nederlands voormalig televisiepresentatrice en omroepster.

## Biografie

### Jeugd en opleiding
Bierenbroodspot werd geboren in Nederlands-Indië waar haar ouders elkaar hebben ontmoet. Haar vader diende bij de marine vliegdienst. Tijdens de Tweede Wereldoorlog vluchtte het gezin via Australië naar Amerika om aan internering in een Jappenkamp te ontkomen, en verhuist later naar Engeland. Haar vader vloog daar nog een paar jaar bij de Royal Air Force. Vlak na de bevrijding scheiden haar ouders waarna Bierenbroodspot opgroeide bij haar moeder en grootmoeder in Middelburg. Na de hbs ging zij naar de middelbare meisjesschool waar zij talen, literatuur en kunstgeschiedenis leerde. Hierna studeerde zij perswetenschappen aan de Universiteit van Amsterdam. In 1962 ging ze aan de slag als journalist.

### Loopbaan
Bierenbroodspot begon haar omroepcarrière in 1964 bij TV Noordzee, dat werd uitgezonden vanaf het REM-eiland. De opnames werden in het begin gemaakt vanuit een voormalige fabriek aan de Weesperzijde in Amsterdam en daarna aan de  Atlasfilm op de Groenburgwal. Op 12 december werd het uitzenden vanaf het zeeplatform illegaal waarna het uitzenden werd gestopt. Ze kreeg in 1965 samen met cameraman Bob Alberts een zoon Pepijn. Het stel was niet getrouwd, als ongehuwde moeder kon ze niet in vaste dienst blijven als journaliste voor de De Telegraaf. In 1967 ging zij bij de TROS als freelancer werken. Ze werkte hier naast Mary Schuurman als tweede omroepster. Samen met Rijk de Gooyer presenteerde zij de intocht van Sinterklaas. Ook was ze een keer invalster van het programma Zonzin van Karin Kraaykamp. In 1970 stopte ze met haar tv-werk waarna ze ging werken als journaliste voor het tijdschrift Eva. Ze schreef hier in een artikel genaamd: Kinderen snoepen hun mond leeg waarvoor ze in 1971 de Dr. Flaumenhaftprijs won. Ze werd in 1974 stafmedewerkster van Public Relations en Voorlichting.

## Latere jaren
Begin jaren 00 ging Bierenbroodspot studeren voor kunst. Ze studeerde in 2007 in Parijs af op het werk van Nicolaas Warb. Ze schreef ook een boek over fotograaf Bob Alberts. Als vrijwilligster geeft ze rondleidingen door kunstmusea in Nederland.